# دبورا موگاک
دبورا موگاک (انگلیسی: Deborah Moggach؛ زادهٔ ۲۸ ژوئن ۱۹۴۸) نویسنده، رمان‌نویس و فیلم‌نامه‌نویس اهل بریتانیا است.
از فیلم‌ها یا مجموعه‌های تلویزیونی که وی در آن‌ها نقش داشته‌است، می‌توان به تب لاله، غرور و تعصب، الاکلنگ و بهترین هتل عجیب مریگولد اشاره نمود.